# Рудар Плевля
ФК Рудар Плевля (на сръбски ФК Рудар Пљевља, на сърбохърватски FK Rudar Pljevlja) футболен клуб от град Плевля, Черна гора. От 2006 г. се състезава в Първа лига на Черна гора. Клубът се издържа от братята Дарко и Душко Шарич.

## История
През 1908 година жителите на Плевля за първи път се запознават с футбола благодарение на студентът Филип Савов Дюрашкович, учил в Париж. Но тази игра по това време въобще не направила впечатление на неговите жители. Едва след години хората в Плевля се обърнали към футбола. През 1920 година е бил основан первия футболен клуб „Брежник“ (на сръбски: Брезник). С този клуб били свързани първите сериозни спортни мероприятия в града.
След три години клубът е преименуван в „Санджак“ (на сръбски: Санџак). По това време отборът се е състоял от ученици, студенти и военнослужещи от 48-и пехотен полк. 48-и пехотен полк изиграл немаловажна роля в развитието на футболния клуб. В свободното си време войниците често приобщавали футбола и гражданите обичали да си правят приятелски мачове с тях. В края на краищата това им позволило да развият практически и тактически навици в играта.
След Втората световна война клубът е създаден отново с името „Единство“ (на сръбски: Јединство), а през 1947 година е преименуван на „Якич“ в чест на първия председател, националния герой Велимир Якич. Под това име отборът прави фурор в първото си участие в турнира за купата, достигайки до четвъртфинал, където губи от първодивизионния Сараево.
През 1955 година клубът получава съвременното си име — „Рудар“, което в превод на български означава „Миньор“.

## Предишни имена
| Години    | Име                              |
| --------- | -------------------------------- |
| 1920-1923 | „Брежник“ FK Breznik Pljevlja    |
| 1923-1930 | „Санджак“ FK Sandžak Pljevlja    |
| 1930-1945 | „Единство“ FK Jedinstvo Pljevlja |
| 1945-1947 | „Рудар“ FK Rudar Pljevlja        |
| 1947-1955 | „Якич“ FK Jakić Pljevlja         |
| 1955-     | „Рудар“ Fudbalski klub Rudar     |

## Успехи
Черна гора
- Черногорска първа лига
  -  Шампион (1): 2009–10
  -  Сребърен медалист (1): 2011–12
  -  Бронзов медалист (2): 2010-11, 2015-16
- Купа на Черна гора
  -  Носител (4): 2006–07, 2009-10, 2010-11, 2015-16
  -  Финалист (1): 2011-12

 СР Югославия (1992-2003)
- Трета лига: (3 ниво)
  -  Шампион (1): 1991-92 (юг)
- Друга лига на СР Югославия: (2 ниво)
  -  Шампион (1): 2000-01 (юг)

## Стадион
Рудар играе домакинските си срещи от вътрешния шампионат на Градски стадион (Плевля) с капацитет 10 хиляди души. Съоръжението не разполага с лиценз от УЕФА и поради тази причина отбора използва за срещите си от евротурнирите стадиона в гр. Подгорица.

## Български футболисти
- Андрей Атанасов: 2014/15 - (3 мача - 0 гола)